# Платонов, Василий Иванович (адмирал)
Васи́лий Ива́нович Плато́нов (31 декабря 1902 [13 января 1903], Керчь — 26 марта 1996, Москва) — советский флотоводец, адмирал. Участник Великой Отечественной войны.

## Биография
С 1922 на действительной военной службе в составе Морских сил Чёрного моря, окончил школу строевых старшин (1923), после окончания которой служил палубным машинистом и боцманом на крейсере «Коминтерн», минном заградителе «Первое мая», миноносце Лейтенант Шмидт. В 1925 году его направили учиться в училище. В 1928 окончил Военно-морское училище им. М. В. Фрунзе. По окончании училища стажёр на кораблях Морских сил Чёрного моря, командир роты Черноморского флотского экипажа, исполняющий должность штурмана отдельного дивизиона тральщиков.
С 1929 — младший помощник начальника курса Военно-морского училища им. М. В. Фрунзе. В 1930—1931 учился на Спецкурсах комсостава ВМС РККА. В 1931—1933 — вахтенный начальник крейсера «Аврора», минёр 2-го дивизиона подводных лодок Морских сил Балтийского моря (МСБМ). Участвовал в ЭОН-1 по переводу отряда кораблей МСБМ в составе 2-х эсминцев, 2-х сторожевых кораблей и 2-х подводных лодок по Беломорско-Балтийскому каналу из Кронштадта в Мурманск (май—август 1933). В 1933—1938 — флагманский минёр штаба Северной военной флотилии, затем Северного флота. В 1938—1939 — начальник отдела боевой подготовки штаба, затем помощник начальника штаба Северного флота.
С октября 1939 — командир Охраны водного района (ОВР) Главной базы Северного флота. Участник Советско-финской и Великой Отечественной войн. На этом посту руководил проведением одной из самых первых десантных операций войны — десант в губе Большая Западная Лица.
С мая 1944 — начальник штаба Северного флота, в августе 1944 года во время болезни А. Г. Головко исполнял обязанности командующего флотом.
С 4 августа 1946 по 24 апреля 1952 — командующий Северным флотом.
В апреле—ноябре 1952 в распоряжении военно-морского министра СССР. В 1952—1954 слушатель военно-морского факультета Высшей военной академии им. К. Е. Ворошилова (окончил досрочно). С июля 1954 адмирал-инспектор Инспекции по флоту Главной инспекции Министерства обороны СССР. С мая 1955 начальник Управления боевой подготовки ВМФ. С декабря 1956 — старший военный советник командующего ВМС Китайской Народной армии, старший группы специалистов по ВМС Народно-освободительной армии Китая. С мая 1959 в распоряжении главкома ВМФ. С августа 1959 руководитель научно-исследовательской группы № 1 при главкоме ВМФ. С сентября 1960 адмирал-инспектор инспекции ВМФ Главной инспекции Министерства обороны СССР. С декабря 1963 в отставке.
Похоронен на Ваганьковском кладбище.

## Воинские звания
- капитан-лейтенант (1935)
- капитан 3-го ранга (1938)
- капитан 2-го ранга (1938)
- капитан 1-го ранга (22.03.1941)[2]
- контр-адмирал (3.01.1942)
- вице-адмирал (5.11.1944)
- адмирал (27.01.1951)

## Награды
- орден Ленина (1947)
- орден Октябрьской Революции (1983)
- 5 орденов Красного Знамени (1941, 1943, 1944, 1945, 1951)
- орден Нахимова I степени (1944)
- орден Ушакова II степени (1944)
- орден Отечественной войны I степени (1985)
- медали
- именное оружие (1953)
- орден Жукова (1995)

## Сочинения
- Подвиги экипажей малых кораблей // Воен. знания. 1971. № 8. С. 8-9
- Атмосфера доверия // Красная звезда. 30.5.1972
- Глубокий рейд // На страже Заполярья. 19,20.4.1973
- Рождение новой тактики // Мор. сб. 1973. № 6. С. 66-69
- Платонов В. И. литературная запись С. В. Петровой. Записки адмирала. — М.: Воениздат, 1991. — 319 с. — 100 000 экз. — ISBN 5–203–00737–3.